# Gallica
Gallica és la biblioteca digital de la Biblioteca Nacional de França (BnF), oberta al públic des de 1997. D'accés gratuït, inclou llibres digitalitzats, cartularis, diaris, fotos i una col·lecció de manuscrits il·luminats.

## Història
Gallica neix l'octubre de 1997 amb la intenció de convertir-se en un referent dels textos i les imatges de la cultura francòfona del segle xix. En aquest primer moment, el servidor emmagatzema 2.500 llibres digitalitzats en format imatge i uns 250 llibres digitalitzats en mode text procedents de la base Frantext INaLF (Institut Nacional de llengua francesa). Aquests llibres es troben ordenats per temàtiques i s'acompanyen d'una cronologia del segle xix.
A partir de 1998, el projecte es planteja arribar a 100.000 volums i 300.000 imatges escanejats a finals del 1999 (més d'un terç dels quals referits al segle xix). Bona part d'aquests escanejos ha de provenir dels fons dels departaments especialitzats de la BnF i d'altres col·leccions d'institucions públiques o privades. Finalment, però, la BnF revisa les seves expectatives a la baixa, abandonant la idea d'un vast corpus enciclopèdic, per intentar respondre, de manera prioritària, a les sol·licituds dels seus usuaris, investigadors i lecteurs.
A partir de l'any 2000 s'inicia un programa de digitalització de la premsa diària nacional francesa i de les publicacions de les societats científiques.
A partir del 2003, Gallica recull 70.000 llibres i 80.000 fotografies des de l'edat mitjana fins al segle xx, amb totes les imatges dels documents lliures de drets. Però el format d'imatge d'exploració no permet fer cerques de text. Només una petita col·lecció de llibres de Gallica (1.120 llibres al febrer de 2004) es troba digitalitzada en format de text. La BnF anirà convertint de manera gradual els llibres en format imatge al format text utilitzant el programari OCR, amb la possibilitat, per tant, de recerca de text.
El 2005, en resposta a la iniciativa de Google Books, que desafia Europa amb el seu projecte, s'exigeix una reacció europea i sobretot francesa. La Biblioteca Nacional de França s'involucra en "la digitalització massiva" amb un augment en la quantitat de documents disponibles i el pas gradual al format text de reconeixement òptic de caràcters. Al febrer de 2005, Gallica ja disposa de 76.000 llibres, i la BnF anuncia la propera publicació (entre 2006 i 2009) de la premsa francesa publicada entre 1826 i 1944, amb gairebé 3,5 milions de pàgines. A principis de 2006, els primers diaris disponibles en línia són el diari Le Figaro (fundat el 1826), La Croix (fundat el 1883), L'Humanité (fundat el 1904) i The Times (fundat el 1861, que va durar fins al 1942).
El març de 2010, Gallica supera el milió d'articles –entre llibres, manuscrits, mapes, fotografies, publicacions periòdiques (diaris i revistes), arxius de so (lletres i música) i partitures musicals– la majoria dels quals són gratuïts.
En data de 2015, la interfície es troba ja en quatre idiomes (Francès, Anglès, Espanyol, Portuguès i Alemany) havent millorat de forma constant durant els últims anys. Els documents es poden trobar tant en francès, en la seva gran majoria, com també en anglès, italià, alemany, llatí o grec segons la disciplina.